# Föglöfjärden
Föglöfjärden är en fjärd mellan Lemland och Lumparland i väster och Föglö i öster på Åland.
Farleden mellan Skiftet och Mariehamn går över Föglöfjärden. Ålandstrafikens cirka 8,5 kilometer långa färjelinje Föglölinjen, som förbinder Svinö i Lumparland med Degerby på Föglö, korsar fjärden i norr.